# 感性デザイン学科
感性デザイン学科（かんせいでざいんがっか）は、感性科学や感性工学をデザイン分野にいかす試みである感性デザインを教授する大学の学科。

## 学科が設置されている大学
八戸工業大学感性デザイン学部 感性デザイン学科
1956年に開校した八戸高等電波学校を母体に、1972年八戸工業大学が開学。2004年に感性デザイン学部設置する届出書が受理され、翌2005年に感性デザイン学部感性デザイン学科が創設される。2018年、感性デザイン学科を創生デザイン学科へ名称変更するが、2022年創生デザイン学科を感性デザイン学科へ再び名称変更

## 類似の学科等が設置されている大学
信州大学繊維学部 感性工学科
1949年、学制改革、国立学校設置法により信州大学開学時、蚕糸に関する最初の高等教育機関・官立学校である上田蚕糸専門学校を母体として繊維学部を開設。1995年、繊維学部に日本初の感性工学科を設置。
おもに人間の感性という主観的で論理的に説明しにくい反応を、科学的手法で分析・評価し、活用することを探求する技術分野で、繊維工学・ファッション工学、感覚計測工学、生体機能計測・生物工学・ロボット工学を領域とする。
山口大学工学部 感性デザイン工学科
1949年、学制改革、国立学校設置法により山口大学開学時、宇部工業専門学校を母体として工学部を開設。1996年、工学部に感性デザイン工学科を設置。
おもに建築学を学ぶ学科で、建築構造系分野、建築環境系分野、建築・都市計画分野、建築意匠・情報系分野の4分野、建築系研究室7つと感性情報学の1つ研究室で構成
拓殖大学工学部デザイン学科 感性デザインコース
1900年開校の台湾協会学校を源流として1922年大学令による東洋協会大学→1946年紅陵大学→1949年新制大学→1952年校名変更で拓殖大学に、1987年に工学部が設置され、工業デザイン学科が創設される。2010年工業デザイン学科をデザイン学科に名称変更。同学科は感性デザインコースのほかは生活デザインコース、プロダクトイノベーションコース、メディアクリエイティブコース、ソーシャルデザインコース、ビジュアルコンピューティングコース、Webデザインコースが設けられている。
愛知淑徳大学人間情報学部人間情報学科感性工学専攻 感性デザイン工学コース
1975年に開学した愛知淑徳大学に、2010年人間情報学部が創設され、人間情報学科を設置。同学科に情報システム専修、心理情報専修、情報デザイン専修と、3つの専修を置く。2023年4月より2専攻制に改組、感性工学専攻が開設され、同専攻に感性デザイン工学コースを設置した
杉野服飾大学服飾学部被服学科 旧感性産業デザインコース（現・インダストリアルパターンコース）
1926年開校の杉野芳子ドレスメーカースクールから1950年に杉野学園女子短期大学被服科を創設。1964年杉野学園女子大学を開学。家政学部被服学科を設置。1965年には杉野学園女子大学を杉野女子大学に名称変更。2001年、日野市百草に大学日野キャンパス開設を期に家政学部被服学科のカリキュラムを改正、3、4年次の専門課程を5コース制にし、感性産業デザインコース発足。2002年に現校名になり、家政学部を服飾学部に改組。
上記の大学他にも、情報科学、情報工学などの学科で感性デザインの研究に取り組む教員・研究者が多く属し（例えば九州大学大学院統合新領域学府ユーザー感性学専攻など）、所属大学でカリキュラムが設けられている。